# Highlight
Highlight (до 2017 року був відомий під назвою BEAST (чит. як «Біст»; укр. Звір)) — південнокорейський чоловічий гурт, який дебютував у 2009 році з мініальбомом Beast Is the B2ST. Початково гурт складався із шести учасників, але у квітні 2016 року гурт покинув Ян Хьонсин, а у березні 2019 року — Йон Джунхьон. Зараз у його складі чотири учасники: Юн Дуджун, Ян Йособ, Лі Ґікван, Сон Донун.
Наприкінці 2016 року гурт перейшов з компанії CUBE Entertainment до Around Us Entertainment, а у 2017 році змінив свою назву на Highlight. Як Highlight гурт повторно дебютував з мініальбомом Can You Feel It?.
Гурт здобув популярність завдяки попередній діяльності своїх мемберів та як «перевипущений» гурт. Крім того, гурт досягнув помітного комерційного успіху та здобув численні нагороди Golden Disc Awards, Seoul Music Awards та Melon Music Awards.

## Назва
Спочатку гурт називався B2ST (Boys to Search for Top — Хлопці, які шукають вершину). За кілька днів до дебюту назва у гурту змінилася на BEAST (Boys of the EAst Standing Tall; укр. «Хлопці сходу, які стоять на вершині»). У 2017 році гурт змінив назву на Highlight.

## Кар'єра

### 2009 рік: додебютний період учасників та перший мініальбомBeast Is the B2ST
До дебюту BEAST майбутні учасники гурту вже брали участь в інших проектах, що забезпечило їм певну популярність у мас-медіа. У серпні 2009 року CUBE Entertainment у документальному фільмі MTV B2ST представили свій новий юнацький гурт B2ST. У фільмі розповідалося про учасників гурту, їхніх навичках і здібностях.
До дебюту Ґікван протягом чотирьох років тренувався в JYP Entertainment; став першим стажером в Cube Entertainment і дебютував як соло артист AJ (від нікнейм — Ace Jr.). Випустив міні альбом 1st Episode A New Hero. Мас-медіа називали його «наступним Рейном». 17 червня 2009 відкривав корейський концерт американської співачки Леді Ґаґи. Однак його сольний дебют не можна назвати вдалим, і, за словами самого Ґіквана, він надто хвилювався і не був достатньо готовий. У серпні 2009 року AJ завершив свою сольну кар'єру і став учасником гурту B2ST. Дуджун був кандидатом у гурт «One Day» (2PM & 2AM), довгий час був трейні в JYP Entertainment; знявся в кліпі на дебютний трек G.NA; з'явився в кліпі AJ — «Wiping the Tears»; Хьонсин у 2004 році прийшов в YG Entertainment, де провів півтора року і готувався дебютувати як учасник гурту Big Bang, але не був обраний в остаточний склад гурту президентом YG Entertainment як «занадто затиснутий для дебюту на музичній сцені». Джунхьон розпочав свою музичну діяльність в 2007 році під нікнеймом Poppin 'Dragon в гурті Xing. Але репер вийшов зі складу до дебюту, через що лейбл подав на нього до суду. Джунхьон виграв суд. Разом з лідером знявся в кліпі AJ «Wiping the Tears». Йособ почав свою діяльність зі стажування в JYP Entertainment, але згодом покинув компанію. Після цього він потрапив в агентство M Boat Entertainment (колишня дочірня компанія YG Entertainment). Там він стажувався п'ять років, але і звідти йому довелося піти. У Cube Entertainment перший час був на підтанцьовці у AJ, який тоді дебютував як соло-виконавець. Донун тривалий час стажувався в JYP Entertainment. Кілька разів проходив прослуховування в Cube Entertainment, поки не був прийнятий за завзятість і старання; став останнім учасником, що приєднався до гурту.
Змінивши назву з B2ST на BEAST, гурт дебютував 15 жовтня 2009 року з мініальбомом Beast Is the B2ST, головним треком якого був «Bad Girl». Їхній сценічний дебют відбувся на телешоу Music Bank. За перший тиждень після релізу було продано 10 тис. фізичних копій мініальбому, а за перші місяці 2010 року — 40 тис. копій. На той час це були вражаючі результати для гурту-дебютанта.
В грудні 2009 року BEAST здобули нагороду Rookie of the Month Міністерства культури, спорту та туризму Південної Кореї. Сингл гурту «Mystery» забезпечив їм нагороду Rookie of the Month церемонії Cyworld Digital Music Awards. Також гурт здобув нагороду Best New Artist 19-ї церемонії Seoul Music Awards.

### 2010 рік:Shock of the New Era, Mastermind, Lights Go On AgainтаMy Story
У січні 2010 року BEAST і, їхні колеги по лейблу, 4Minute підписали контракт з лейблом Universal Music Group для здійснення міжнародної діяльності. Після підписання контракту BEAST і 4Minute вирушили з промоушен на Тайвань.BEAST встановили своєрідний рекорд, вони стали першими корейськими дебютантами, кому вдалося продати сингл в кількості 20,000 копій за один місяць.
На початку 2010 року, BEAST випускають свій другий сингл «Mystery».
У березні 2010 року, через рік після дебюту, у гурту вийшло власне реаліті-шоу під назвою «MTV Beast Almighty». У 3-е епізоді шоу учасники гурту виконали бажання одного з шанувальників і порадували глядачів власноруч знятим кліпом на пісню «Mystery», в якому як спеціальні гості з'являються Girls Generation і Kara.
Вихід другого мініальбому гурту Shock Of The New Era був призначений на 2 березня 2010 року, проте реліз відбувся на день раніше — 1 березня, так як пісня «Shock» просочилася в мережу і була викладена на YouTube. Незважаючи на це, альбом займає високі сходинки в різних чартах, і вже продано більше 20000 копій.
Новий жанр, який піднесли нам BEAST, — це так званий Rocktonik, поєднання ударних елементів з клубними ритмами. Так само дуже вражаюче виглядає і образ гурту — темна концепція, на противагу їх дебютної лінії.
Першим офіційним синглом з альбому стала пісня «Shock». Також 1 березня вийшло повне музичне відео на пісню «Shock». Наприкінці кліпу з'являється таємнича дівчина і напис «Coming up next from Cube» (Скоро від Cube). Представники компанії повідомили, що вона готується до свого дебюту. Камбек BEAST відбувся 5 березня на KBS Music Bank. З цього виступу почався промоушен пісні «Shock». 25 березня гурт перевтілився в баладних співаків, і заспівала оркестрову версію балади «Despite Holding On» (автор — Noel). Цим вони привернули до себе уваги і були визнані, як гурт, що володіє не тільки привабливою зовнішністю, але і хорошими вокальними здібностями. У цей же день BEAST отримали свою першу нагороду на музичній передачі Mnet M! Countdown за пісню «Shock».
14 квітня BEAST випустили музичне відео на пісню «Take Care Of My Girl Friend (Say No)», яке стало спеціальним подарунком для шанувальників. Учасники гурту самі зняли кліп без допомоги менеджменту або співробітників компанії. Кліп знято в чорно-білому кольорі, є простим і фокусує увагу на учасниках, що виконують пісню.
Другим офіційним синглом з альбому стала пісня «Special». Перший виступ в рамках промоції пройшло на Mnet M Countdown 6 травня. Там же вони виконали «Easy (Sincere Version)». Завершився промоушен 16 травня виступом на SBS Inkigayo.
16 червня 2010 почався закордонний промоушен гурту. Першою країною, яку відвідали BEAST, стали Філіппіни. 19 червня вони виступили на концерті «Допомога одиноким матерям» в Araneta Coliseum в Манілі. 20 червня BEAST ненадовго повернулися до Кореї, після чого 22 червня вирушили в Сінгапур. 24 червня вони провели автографсесії в IMM Shopping Mall, а 25 червня виступили в Mediacorp Performance Hall. Крім того, азійська версія альбому BEAST «Shock of the New Era», яка вийшла в Сінгапурі, отримала статус Золотого диска. 26 червня гурт прибув до Малайзії, де провів прес-конференцію, виступ і автографсесії. 30 червня BEAST вирушили до Японії. 1 липня в Shinkiba Studio Coast в Токіо пройшов фестиваль «Precious Land», в якому гурт взяв участь. Вони закінчили промоушен в Японії 4 липня.
28 вересня відбувся реліз альбому «Mastermind» в цифровому форматі. Його можна було придбати на різних музичних сайтах. 30 вересня альбом «Mastermind» з'явився в музичних магазинах. Цього ж дня вийшов кліп на заголовну пісню «Breath». 1 жовтня на KBS2 Music Bank відбулося їх перший виступ з піснею «Breath». Під час першого виступу в рамках камбека BEAST також виконали танцювальне інтро і пісню «Mastermind». Через тиждень після релізу альбому, BEAST обійшли 2NE1 і посіли перше місце на KBS2 Music Bank. Ще через тиждень BEAST взяли нагороду на Mnet M! Countdown. 31 жовтня промоушен завершився виступом на SBS Inkigayo.
Після релізу альбому BEAST не змогли уникнути порівнянь з іншими гуртами, які повернулися з новими альбомами в цей же час. Реліз пісні «Breath» відбувся майже одночасно з релізом «Breathe» гурту Miss A. Виникали припущення, що BEAST змінили назву треку на «Soom» (корейське назва) через цей збіг. Тим не менш, представники BEAST сказали, що назва «Soom» пісні з самого початку дав Чун Хен. Крім того, багато порівнювали абсолютно протилежні на той момент стилі BEAST і SHINee.
У листопаді гурт випустив свій четвертий мініальбом Lights Go On Again. Треки з альбому зайняли з першого по п'яте місце в музичному чарті Mnet Music Charts. BEAST дебютують в Японії, випустивши свій перший японський альбом Beast — Japan Premium Edition 29 грудня 2010 вийшли пісні дуетів гурту. Е Соб і Чун Хен записали хіп-поп трек «Thanks To», Хен Син і Ки Кван — R & B трек «Let It Snow», а Ду Джун і Дон Ун — баладу «When The Door Closes». Пісня «Thanks To» стала подарунком для B2UTY (фанклубу гурту), показуючи всю вдячність учасників своїм фанатам.

### 2011—2012 роки: японський дебют, тур Beautiful Show таMidnight Sun
17 травня 2011 вийшов перший повноцінний корейський альбом гурту Fiction and Fact. Трек «Biga Oneun Naren» був випущений як сингл до релізу альбому і отримав перший приз на музичному шоу каналу KBS Music Bank від 27 травня 2011 року.
На початку 2012 року BEAST вирушили у свій перший міжнародний тур, який називається «Beautiful Show». Під час туру вони відвідали 17 міст і 12 країн, у тому числі країни Азії, Європи, Північної та Південної Америки.
21 липня BEAST випустили свій п'ятий мініальбом Midnight Sun. Він отримав 1 місце на музичних чартів із заголовною піснею «Beautiful Night». Багато могли сказати, що повернення BEAST був успішним тому, що всі інші їхні пісні з альбому взяли високі місця в чартах. Майже через годину після випуску їх мініальбому, кліп на «Beautiful Night» був розміщений на офіційному каналі BEAST, на YouTube.

### 2013 рік:Hard to Love, How to Love
Як перед-реліз BEAST представили два сингли: 29 травня вийшов трек «Will You Be Alright?» З концепт-фотографіями до нього і THEME-video; 15 червня вийшов трек «I'm Sorry» (кліп на який знімали 7 червня під час «B2UTY Party»).
Гурт повернувся на музичну сцену, через рік, з другим повноцінним альбомом «Hard To Love, How To Love». Заголовним треком альбому стала композиція «Shadow», на яку був представлений кліп. 19 липня відбувся реліз альбому та кліпу. Всі пісні написав і спродюсував, з товаришем, продюсером Кім Теджу, Ен Чун Хен. Перший виступ BEAST з новим альбом пройшов на сцені власного шоу.
20-21 липня гурт провів два сольних концерти «Beautiful Show».
Після випуску альбому Hard to Love, How to Love Ду Джун і Чун Хен випустили свою спеціальну пісню, «I Am A Man», безкоштовно (подяка фанатам, які голосували за них в чартах).
18 грудня BEAST представили четвертий японський сингл (перший в оригінальному виданні, т.е версія корейського треку). Сингл подвійний, до нього увійшли треки: «Sad Movie» — головна пісня синглу і «Christmas Carol no Koro ni wa» — спеціальна пісня, приурочена до Різдва, кавер на популярний трек 1992 року в виконанні Inagaki Junichi. Кліп на «Sad Movie» представляє з собою запис з виступу гурту в Японії.

### 2014—2015 роки:Good Luck,TimeтаOrdinary
З 10 квітня стартував нове реаліті-шоу з BEAST.
Агентство гурту оголошувало, що камбек запланований наприкінці травня, але через трагедію з поромом Севоль, камбек перенесли на 16 червня.
Реліз японського альбому призначили на 28 травня. В альбом входять два треки: ADRENALINE і BIB ~ B2ST is Back. Однак кліп на ADRENALINE вийшов 20 травня на каналі YouTube.
10 червня вийшов перед-релізний трек нового альбому «No More». Над піснею працювали Чун Хен і Кім Теджена. 13 червня стався витік і весь альбом злили в інтернет. У відповідь Universal Music Korea попередили про те, що вони будуть приймати правові заходи проти людей, які винні у витоку. 16 червня вийшов офіційний реліз 6-го мініальбому і кліп заголовного треку GOOD LUCK. Всі пісні нового альбому у всіх дев'яти головних чартах Кореї захоплюють високі місця, а трек «Good Luck» приносить гурту статус All-kill.
19 жовтня вийшов офіційний реліз 7-го мініальбому Time і кліп заголовного треку «12:30».
27 липня 215 року гурт випустив восьмий мініальбом Ordinary.

## Учасники
| Ім'я         | Ім'я           | Ім'я     | Дата народження            | Позиція в гурті                        |
| Українською  | Латиницею      | Хангилем | Дата народження            | Позиція в гурті                        |
| Дійсні       | Дійсні         | Дійсні   | Дійсні                     | Дійсні                                 |
| ------------ | -------------- | -------- | -------------------------- | -------------------------------------- |
| Юн Дуджун    | Yoon Doo Joon  | 윤두준   | 4 липня 1989 (35 років)    | Лідер, вокаліст, репер                 |
| Лі Ґікван    | Lee Kikwang    | 이기광   | 30 березня 1990 (35 років) | Провідний вокаліст, головний танцюрист |
| Ян Йособ     | Yang Yoseob    | 양요섭   | 5 січня 1990 (35 років)    | Головний вокаліст, «помилковий» макне  |
| Сон Донун    | Son Dongwoon   | 손동운   | 6 червня 1991 (34 роки)    | Вокаліст, макне                        |
| Колишні      |                |          |                            |                                        |
| Чан Хьонсин  | Jang Hyunseung | 장현승   | 3 вересня 1989 (35 років)  | Вокаліст, провідний танцюрист          |
| Йон Джунхьон | Yong Junhyung  | 용준형   | 19 грудня 1989 (35 років)  | Головний репер, танцюрист, композитор  |

## Дискографія

### Як Beast
| Корейські альбоми - Fiction and Fact (2011) - Hard to Love, How to Love (2013) - Highlight (2016) | Японські альбоми - So Beast (2011) - Guess Who? (2016) |

### Як Highlight
Корейські альбоми
- Daydream (2022)

## Фільмографія
- Документальне шоу B2ST / B2ST Documentary [2009]
- Ідол покоївка BEAST / Idol Maid BEAST [2010]
- Golden Fishery BEAST на Radio Star
- Уперед Команда Мрії — еп. 146
- Тиждень Айдола / Weekly Idol — еп. 17, 24
- Ток-шоу Привіт / Hello Counselor — еп. 87, 138
- Music parody / Музичні пародії
- Людина, що біжить / Running Man — еп. 162
- All the K-POP BEASTHappy Sunday — еп. 369
- E! TV ShinPD — BEASTCover Dance Festival K-POP Roadshow — еп. 6
- Час BEAST / Showtime — Burning the BEAST [2014]

## Нагороди

### 2009
- Міністерство культури, спорту і туризму: Rookie Music Award (Найкращі новачки в музичній індустрії)
- Cyworld Digital Music Awards: Rookie of the Month (Новачки місяці за пісню «Mystery»)

### 2010
- 19th Seoul Music Awards: Best Newcomer Award (Найкращі новачки)
- Mnet M! Countdown: «Shock» — пісня №1
- Mnet 20's Choice Awards: Smoothie King's Cool Star Award
- K-Chart на KBS 2TV Music Bank: «Breath» — пісня №1
- Mnet M! Countdown: «Breath» — пісня №1
- Asia Song Festival: Asia Influential Artist (Впливові артисти Азії)
- 11th Korea Visual Arts Festival: Photogenic Award (Нагорода за фотогенічність)
- Mutizen на SBS Inkigayo: «Beautiful» — пісня №1
- Golden Disk Awards 2010: Rookie Award (Новачки року)
- 2011 20th Seoul Music Awards: Bonsang Award (Головна нагорода)
- Mnet M! Countdown: «Fiction» — пісня №1
- K-Chart на KBS 2TV Music Bank: «On Rainy Days» — пісня №1
- Mnet M! Countdown: «Fiction» — пісня №1
- K-Chart на KBS 2TV Music Bank: «Fiction» — пісня №1
- Mutizen на SBS Inkigayo: «Fiction» — пісня №1
- Mnet M! Countdown: «Fiction» — пісня №1 (Triple Crown)
- K-Chart на KBS 2TV Music Bank: «Fiction» — пісня №1
- Mutizen на SBS Inkigayo: «Fiction» — пісня №1
- Mnet 20's Choice Awards: Hot Performance Star (Найкращий виступ)
- Asia Song Festival: Best Asian Artist Award (Найкращий азійський артист)
- Korean Daejung Culture Art Awards 2011 (Нагороди Міністерства культури Кореї): Popular Culture Award
- MelOn Music Awards 2011: Top 10 Artists (Топ 10 артистів)
- MelOn Music Awards 2011: Artist Of The Year (Артист року)
- Mnet Asian Music Awards 2011: Best Dance Performance — Male Group (Найкращий танець чоловічого гурту)

### 2011
- KBS Music Festival — Song Of The Year (Пісня року за «Fiction»)

### 2012
- 26th Golden Disk Awards: Ceci K-Pop Icon Award (Нагорода від журналу Ceci)
- 26th Golden Disk Awards: Disk Bonsang (Найкращий альбом)
- 26th Golden Disk Awards: MSN International AwardAsian
- Model Awards 2012: Popular Singer Award (Популярний виконавець)
- 21st Seoul Music Awards: Bonsang Award (Головна нагорода)
- 1st Gaon Chart K-Pop Awards: Album of The Year Awards [2nd Quarter of 2011] (Альбом року [2-й квартал 2011 року])
- Mnet M! Countdown: «Beautiful Night» — пісня №1
- Mnet M! Countdown: «Beautiful Night» — пісня №1
- K-Chart на KBS 2TV Music Bank: «Beautiful Night» — пісня №1
- Mnet M! Countdown: «Beautiful Night» — пісня №1 (Triple Crown)
- MBC Music Show Champion: «Beautiful Night» — пісня №1
- MelOn Music Awards 2012: Top 10 Artists (Топ 10 артистів)
- MelOn Music Awards 2012: Netizen Popularity Award (Нагорода користувачів мережі за пісню «Midnight»)
- MelOn Music Awards 2012: Artist Of The Year (Артист року)

### 2013
- 27th Golden Disk Awards: jTBC Best Artist Award (Найкращий артист за версією jTBC)
- 27th Golden Disk Awards: Disk Bonsang (Найкращий альбом)
- MBC Music Core: «Will You Be Alright?» — Пісня №1
- Mnet M! Countdown: «Shadow» — пісня №1
- MBC Music Core: «Shadow» — пісня №1
- Mutizen на SBS Inkigayo: «Shadow» — пісня №1
- MelOn Music Awards: Top 10 Artists (Топ 10 артистів)
- MelOn Music Awards: Best Music Video Award (Найкраще музичне відео за кліп «Shadow» (Режисер Лі ГіБек))

### 2014
- 28th Golden Disk Awards: Disk Bonsang (Найкращий альбом)
- 28th Golden Disk Awards: Popularity Award — Album (Нагорода за популярність — Альбом)
- 23rd Seoul Music Awards: Bonsang Award (Головна нагорода)
- MBC Music Core: «No More» — пісня №1
- Mnet M! Countdown: «Good Luck» — пісня №1
- K-Chart на KBS 2TV Music Bank: «Good Luck» — пісня №1
- MBC Music Core: «Good Luck» — пісня №1
- Mutizen на SBS Inkigayo: «Good Luck» — пісня №1
- MBC Music Show Champion: «Good Luck» — пісня №1
- K-Chart на KBS 2TV Music Bank: «Good Luck» — пісня №1
- MBC Music Core: «Good Luck» — пісня №1
- K-Chart на KBS 2TV Music Bank: «Good Luck» — пісня №1 (Triple Crown)
- MBC Music Core: «Good Luck» — пісня №1 (Triple Crown)
- Mutizen на SBS Inkigayo: «Good Luck» — пісня №1
- MBC Music Show Champion: «12:30» — пісня №1
- K-Chart на KBS 2TV Music Bank: «12:30» — пісня №1
- MBC Music Core: «12:30» — пісня №1
- SBS Inkigayo: «12:30» — пісня №1
- K-Chart на KBS 2TV Music Bank: «12:30» — пісня №1
- MBC Music Core: «12:30» — пісня №1 SBS Inkigayo: «12:30» — пісня №1
- K-Chart на KBS 2TV Music Bank: «12:30» — пісня №1 (Triple Crown)
- MelOn Music Awards: Top 10 Artists (Топ 10 артистів)
- MelOn Music Awards: Netizen Popularity Award (Нагорода користувачів мережі за пісню «Good Luck»).